# Rainer Patsch
Rainer Patsch (* 21. Januar 1944 in Lauban, Provinz Niederschlesien) ist ein deutscher Elektrotechniker und Hochschullehrer.

## Leben
Rainer Patsch studierte Physik an der Johann Wolfgang Goethe-Universität Frankfurt am Main, wo er 1969 sein Diplom erwarb. Daraufhin arbeitete er bei der AEG in der Forschung, wo er sich hauptsächlich mit dem Einsatz von Polymeren in Hochspannungsanwendungen befasste. Während seiner Tätigkeit in der Industrie promovierte Patsch 1980 an der Gesamthochschule Kassel.
Im Jahre 1986 wurde Patsch als Professor an die Universität-Gesamthochschule Siegen als Leiter des Instituts für Werkstoffe der Elektrotechnik und Diagnostik (WED) berufen.

## Forschung und Lehre
Das hauptsächliche Arbeitsgebiet von Professor Patsch waren Materialwissenschaft und Werkstofftechnik beim Einsatz in der Elektroindustrie, mit besonderer Berücksichtigung der technischen Überprüfung und Fehlerdiagnose bei elektrischen Extrembelastungen. Dazu gehörten Mess- und Prüfeinrichtungen bei Hochspannung und die Untersuchung von Isoliersystemen. 

## Publikationen (Auswahl)
- Untersuchungen zum Leitungsverhalten technischen Polyäthylens bei hohen elektrischen Feldstärken (> 30 kV/mm). Dissertation. Gesamthochschule Kassel, 1980, DNB 810239175.
- Corona in Deutschland: Spekulationen, versteckte Ziele oder fundierte Schlüsse aus Fakten und Zahlen. Selbstverlag, Karben 2021, ISBN 978-3-00-069019-8.